# 李祥麟 (光緒進士)
李祥麟（?—?），山東省沂州府日照縣人，清朝政治人物、同進士出身。
光緒十八年（1892年），参加光緒壬辰科殿試，登進士三甲112名。同年五月，授内阁中书。